# Chris Capossela
Chris Capossela (Boston, 1969) é um ex-executivo da Microsoft, que serviu como diretor de marketing entre 2011 a 2023. A carreira de Capossela na Microsoft incluiu assistência do fundador Bill Gates, Vice-presidente do Consumer Channels Group e liderança de marketing do grupo Microsoft Office. Ele também atuou como presidente do conselho da organização sem fins lucrativos Worldreader.

## Educação e carreira
Capossela se formou na Universidade de Harvard em 1991 com bacharelado em economia. Ele ingressou na Microsoft imediatamente após se formar, mudando-se de sua cidade natal, Boston, para Seattle, WA.
Em 1997, Capossela foi selecionado para um cargo de dois anos como assistente do fundador da Microsoft, Bill Gates. Em 1998, Capossela estava demonstrando o Windows 98 no palco com Gates na Conferência COMDEX quando o computador travou e exibiu a tela de erro popular, intitulada "tela azul da morte". Em 1999, mudou-se para Paris para liderar as operações comerciais da região Europa, Oriente Médio e África (EMEA) da Microsoft, antes de retornar a Redmond em 2001 para assumir a liderança do Microsoft Project. Capossela foi promovido a vice-presidente da divisão Microsoft Office em 2003, função que ocupou até 2011, quando assumiu a liderança do Consumer Channels Group.
Em 2014, o CEO da Microsoft Satya Nadella promoveu Capossela a diretor de marketing, supervisionando a divulgação para consumidores e públicos comerciais de todos os serviços e produtos da Microsoft, comunicações corporativas, marca, publicidade e pesquisa. Capossela assumiu o papel de Mich Mathews. Em 2016, a Microsoft consolidou suas organizações de marketing e vendas no grupo Marketing and Consumer Business, adicionando negócios do Microsoft Advertising e Microsoft Stores às responsabilidades de Capossela.

## Vida pessoal
Capossela nasceu e cresceu em Boston. Ele trabalhou ao lado de seus dois irmãos, mãe e pai no restaurante italiano de sua família. Sua família morava em um apartamento acima do restaurante. Capossela começou a estudar em Harvard, nas proximidades de Cambridge, MA, em 1987. Ela, sua esposa e duas filhas moram em Seattle, Washington. Capossela é membro do conselho de uma organização sem fins lucrativos 501(c)(3) chamada Worldreader, uma organização que fornece às pessoas acesso gratuito a uma biblioteca de livros digitais.